# 7 Brygada Kadrowa Strzelców
7 Brygada Kadrowa Strzelców (7 BKS) – kadrowa brygada piechoty Polskich Sił Zbrojnych.

## Historia brygady
7 Brygada Kadrowa Strzelców została sformowana 24 listopada 1940 roku w Dunfermline, w Szkocji, w składzie I Korpusu. Wraz z nią został utworzony Oddział Wydzielony 7 Brygady Kadrowej Strzelców w Kirkcaldy pod tymczasowym dowództwem pułkownika artylerii Ludwika Ząbkowskiego.
Brygada została zorganizowana na podstawie decyzji Naczelnego Wodza z 5 listopada 1940 roku, rozkazu L.dz. 12811/O.I.tjn. dowódcy I Korpusu z 5 listopada 1940 roku i rozkazu organizacyjnego L.dz. 387/O.I.tjn.40 dowódcy 7 Brygady Kadrowej Strzelców z 26 listopada 1940 roku.
Jednostka została utworzona na bazie oficerskiego obozu w Broughton, położonego na wschód od Biggar i na południowy zachód od Peebles.
Kronikarz brygady zauważył, że „baony w ordre de bataille Brygady stanowiły równowartość plutonów piechoty o stanach około 50 ludzi. Te same mniej więcej liczby bagnetów można odnieść do OR [Oddziału Rozpoznawczego], dyonu artylerii oraz grupy saperów. Razem stanowiło to siłę bojową około 300 karabinów z pewną ilością broni maszynowej”.
30 listopada 1940 roku inspektor sił alianckich w Wielkiej Brytanii, generał George Norton Cory przeprowadził inspekcję brygady.
Ze względu na potrzebę jej użycia do służby przeciwdesantowej, tworzyła ona organizacyjnie oficerski batalion piechoty.
10 lipca 1941 roku do jednostki przydzieleni zostali oficerowie z rozformowanej 8 Brygady Kadrowej Strzelców.
15 lipca 1941 roku zorganizowana została kompania ciężkich karabinów maszynowych. Instruktorzy kompanii mieli za zadanie przeszkolić cały stan osobowy brygady w obsłudze i użyciu broni ciężkiej. Przeszkolenie odbywało się w formie miesięcznych kursów.
Na podstawie rozkazu L.dz. 774/Szef.Sąd./Tjn./41 Naczelnego Wodza i Ministra Spraw Wojskowych z 30 września 1941 roku zostały zniesione Sądy Polowe przy 4, 5, 7 i 8 Brygadach Kadrowych Strzelców, a w ich miejsce został utworzony 2 Sąd Polowy przy Brygadzie Szkolnej.
Z dniem 1 grudnia 1941 roku 7 Brygada Kadrowa Strzelców została przeformowana w II Oficerski Batalion Szkolny, który wszedł w skład Brygady Szkolnej.

## Organizacja brygady
Organizacja 7 Brygady Kadrowej Strzelców w latach 1940-1941
- Kwatera Główna 7 Brygady Kadrowej Strzelców
- 19 batalion kadrowy strzelców
- 20 batalion kadrowy strzelców
- 21 batalion kadrowy strzelców (od 3 marca 1941 – batalion strzelców podhalańskich 7 Brygady Kadrowej Strzelców)
- 7 dywizjon kadrowy artylerii lekkiej
- 7 oddział kadrowy rozpoznawczy
- bateria kadrowa artylerii przeciwlotniczej
- 7 kompania kadrowa łączności
- 7 kompania kadrowa saperów
- 7 kompania kadrowa przeciwpancerna
- 7 kompania kadrowa sanitarna
- 7 pluton kadrowy żandarmerii
- 7 kadrowy park uzbrojenia
- 7 kadrowy park intendentury
- 7 kadrowy park samochodowy
- 7 kolumna kadrowa samochodowa
- kadra ośrodka zapasowego
- pluton Gospodarczy
- sąd polowy nr 7 (sąd polowy 7 BKS)
- kompania ciężkich karabinów maszynowych (od 15 lipca 1941 roku)

## Obsada personalna Kwatery Głównej
- dowódca - płk kaw. Adam Bogoria-Zakrzewski
- zastępca dowódcy - płk dypl. Zygmunt Grabowski
- dowódca artylerii - płk art. Michał Gałązka (od 20 I 1941[10])
- dowódca saperów – ppłk sap. Stanisław Bohdan Rządkowski
- dowódca saperów – ppłk sap. Karol Domes (p.o. od 1 III 1941)
- szef sztabu - płk dypl. piech. Józef Englicht
- szef Oddziału I - ppłk dypl. Władysław Niewiarowski
- szef Oddziału II - ppłk piech. Edmund Piotrowski (do 5 IV 1914 → dyspozycja Oddziału V Sztabu NW)
- szef Oddziału III - ppłk dypl. Roman Władysław Szymański
- szef Oddziału IV - ppłk dypl. Jan Heine
- dowódca łączności - mjr Teodor Lange
- komendant kwatery głównej - mjr Stanisław Kucharski
- zastępca komendanta - mjr Czajkowski
- kapelan - ks. dr Ludwik Kociszewski
- szef służby samochodowej – kpt. br. panc. Tadeusz Idaszak
- szef służby uzbrojenia
  - ppłk inż. Henryk Wierciński (do 23 III 1941[11] → komendant 7 parku uzbrojenia)
  - ppłk uzbr. Jan Wiktor Machowicz (od 23 III 1941[12])
- szef sanitarny – mjr lek. dr Wilhelm Idzik (p.o. od 22 III 1941[13])

## Obsada personalna oddziałów
7 dywizjon kadrowy artylerii lekkiej
- dowódcy:
  - płk art. Michał Gałązka
  - płk art. Tadeusz Rawski (od 27 I 1941[14])
  - ppłk art. Stefan Kossakowski z 8 BKS
- zastępca dowódcy:
  - ppłk art. Stanisław Wilhelm Hackel (do 9 I 1941 → dowódca Pociągu Pancernego „L”)
  - płk art. Leon Józef Marian Pichl (13 – 29 I 1941 → Samodzielny Obóz Oficerski[15])
  - ppłk dypl. Stanisław Królikiewicz (cz.p.o. od 8 III 1941)

oficerowie:
- mjr Julian Królikiewicz (do 8 III 1914 → I oficer sztabu dowódcy artylerii 7 BKS)
- kpt. Wacław Sielicki (do 8 III 1914 → II oficer sztabu dowódcy artylerii 7 BKS)
- kpt. art. Marian Zaleski (do 12 II 1941 → II Dywizjon Pociągów Pancernych)

bateria kadrowa artylerii przeciwlotniczej
- dowódca baterii - mjr Alfons Fengler

7 kompania kadrowa łączności
- dowódca - kpt. Tadeusz Legierzyński
- zastępca dowódcy kompanii – kpt. łącz. Tadeusz Lubiński
- dowódca plutonu stacyjnego –
- dowódca plutonu budowlanego –
- dowódca plutonu radio –
- dowódca drużyny technicznej –
- dowódca plutonu łączności 19 baonu –
- dowódca plutonu łączności 20 baonu –
- dowódca plutonu łączności 21 baonu –
- dowódca plutonu łączności 7 Oddziału Rozpoznawczego – por. łącz. Wacław Kujawa

Na czas skadrowania brygady oficerowie łączności, przydzieleni do poszczególnych batalionów i oddziału rozpoznawczego, zostali służbowo przydzieleni do 7 Kompanii Kadrowej Łączności, która wykazywała ich w swoich raportach stanu i żywionych.
Zgrupowanie Saperów
- dowódca - ppłk sap. Karol Domes (do 1 III 1941 → p.o. dowódcy saperów 7 BKS)
- ppor. sap. Zygmunt Wolski (od 18 III 1941)
- kpt. sap. Zbigniew Maruszewski (od 20 III 1941)
- ppor. sap. Oskar Kubok (od 19 III 1941)

7 kompania kadrowa saperów
- dowódca - mjr sap. Karol Modzelewski (od 1 III 1941 jednocześnie dowódca Zgrupowania Saperów)

oficerowie:
- kpt. sap. Kazimierz Wierzchowski (do 12 II 1941 → Ośrodek Zapasowy Saperów, zarządca Składnicy Saperskiej w Crook of Devon)
- kpt. sap. Feliks Grochowski (do 12 II 1941 → zastępca dowódcy kompanii saperów 4 BKS)
- kpt. sap. Franciszek Kordel (do 17 III 1914 → 4 BKS)
- kpt. sap. Tadeusz Rzepecki (do 17 III 1914 → 8 BKS)
- por. sap. Stanisław Grodzki (do 17 III 1914 → 3 BKS)
- ppor. sap. Rudolf Borth

7 kompania kadrowa przeciwpancerna
- dowódca - rtm. Hugo Jerzy Kornberger[17]
- dowódca – mjr rez. kaw. Mirosław Olszewski (od 9 I 1941)
- zastępca dowódcy - por. rez. piech. Jerzy Sawicz
- oficer kompanii - por. rez. kaw. Andrzej Wodzinowski
- oficer kompanii - ppor. rez. kaw. Zygmunt Godyń
- oficer kompanii - ppor. rez. kaw. Władysław Kłosiński
- oficer kompanii - ppor. rez. kaw. Artur Linowski

7 kompania kadrowa sanitarna
- dowódca kompanii – mjr rez. lek. dr Marian Jan Różalski (od 2 II 1941)
- dowódca kompanii – mjr lek. dr Wilhelm Idzik

7 kadrowy park samochodowy
- komendant – kpt. br. panc. Jan Kotulewicz
- komendant – kpt. br. panc. Stanisław Dionizy Sladek[a] (od 7 III 1941)

7 kadrowy park uzbrojenia
- komendant parku – ppłk inż. Henryk Wierciński (od 23 III 1941)
- dowódca plutonu – ppor. piech. Henryk Milli (do 23 III 1941 → oficer broni 19 baonu[19])
- dowódca plutonu – ppor. inż. Juliusz Hackel (od 23 III 1941)

7 pluton kadrowy żandarmerii
- dowódca - ppor. żand. Leon Czarkowski
- dowódca - por. Adam Daszkiewicz (od 30 IV 1914)
- st. wachm. żand. Dominik Kościelny
- wachm. żand. Julian Balchanowski (od 29 III 1941)
- wachm. żand. Marian Skibiński
- plut. żand. Władysław Skora
- kpr. Leon Janiszewski

sąd polowy 7 BKS został zlikwidowany 14 listopada 1941, a jego skład osobowy przeniesiony do sądu polowego nr 2.
- szef sądu - mjr aud. Jan Róg (od 5 III 1941[21])
- sędzia - kpt. aud. mgr Mieczysław Kaczorowski (od 5 IV 1941)
- sędzia - por. aud. mgr Władysław Jarosz (od 5 III 1941)
- por. aud. Hieronim Racinowski (17 III 1914 przesunięty z 20 baonu)

kompania ciężkich karabinów maszynowych
- dowódca kompanii - ppłk Karol Wisłouch
- zastępca dowódcy - mjr Stanisław Allinger

## Organizacja batalionu przeciwdesantowego
- dowództwo
- pluton łączności
- oddział rozpoznawczy
- trzy kompanie strzelców a. trzy plutony strzelców
- drużyna ckm
- drużyna moździerzy (działon)
- pluton artylerii polowej
- pluton artylerii przeciwpancernej